# Trofeo Thomas Cook
Il Trofeo Thomas Cook è una competizione amichevole che dal 2004 si disputa tutti gli anni nel mese di agosto nella città di Manchester. Organizzato dal locale club del City, il trofeo viene assegnato al termine di un unico incontro che vede di fronte i padroni di casa e un'altra importante squadra europea. Il trofeo è dedicato a Thomas Cook, uno degli inventori e propulsori del turismo moderno.

## Albo d'oro
| Edizione | Data       | I classificata  | II classificata | Risultato |
| -------- | ---------- | --------------- | --------------- | --------- |
| I        | 7-08-2004  | Manchester City | Lazio           | 3 - 1     |
| II       | 6-08-2005  | Manchester City | Olympiacos      | 3 - 1     |
| III      | 12-08-2006 | Porto           | Manchester City | 1 - 0     |
| IV       | 6-08-2007  | Valencia        | Manchester City | 1 - 0     |
| V        | 9-08-2008  | Manchester City | Milan           | 1 - 0     |